# Amt Rheurdt
Das Amt Rheurdt war bis 1969 ein Amt im Kreis Moers in Nordrhein-Westfalen. Es ging aus der Bürgermeisterei Rheurdt und der Bürgermeisterei Schaephuysen hervor. Sein Gebiet liegt heute im nordrhein-westfälischen Kreis Wesel.

## Bürgermeistereien Rheurdt und Schaephuysen
Rheurdt und Schaephuysen gehörten bis 1713 zum Herzogtum Geldern und kamen dann zu Preußen. Von 1798 bis 1814 stand der gesamte linke Niederrhein unter französischer Herrschaft. Während dieser Zeit wurden in Rheurdt und in Schaephuysen nach französischem Vorbild zwei Mairien eingerichtet, die zum Kanton Moers im Arrondissement Krefeld des Rur-Departements gehörten. Nachdem 1814/1815 der gesamte Niederrhein auf dem Wiener Kongress dem Königreich Preußen zugeschlagen worden war, kam die Gegend 1816 zum neuen Kreis Rheinberg in der Provinz Jülich-Kleve-Berg, der späteren Rheinprovinz. Aus den Mairien der Franzosenzeit wurden die preußischen Bürgermeistereien Rheurdt und Schaephuysen.

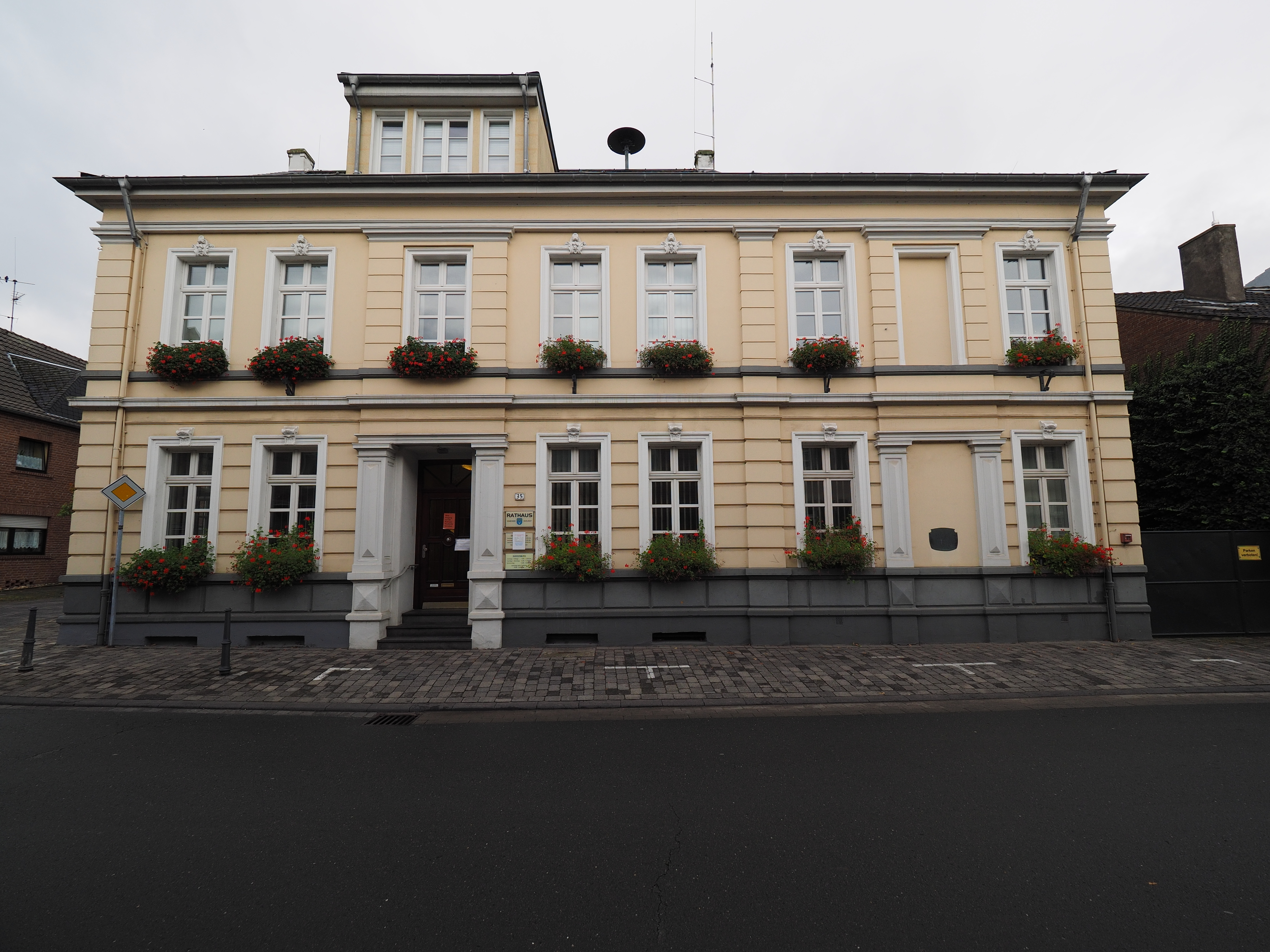
Rathaus Rheurdt

Die Bürgermeisterei Rheurdt umfasste die drei Landgemeinden Rayen, Rheurdt und Vluynbusch, während zur Bürgermeisterei Schaephuysen nur die Gemeinde Schaephuysen gehörte.
Der Kreis Rheinberg wurde 1823 in den Kreis Geldern eingegliedert und 1857 als Kreis Moers neu eingerichtet.

## Ämter Rheurdt und Schaephuysen
Am Ende des Jahres 1927 wurde die Bezeichnung aller rheinischen Landbürgermeistereien in „Amt“ geändert. Die Bürgermeistereien hießen seitdem Amt Rheurdt und Amt Schaephuysen.
Wie alle preußischen Einzelgemeindeämter wurde das Amt Schaephuysen am 1. November 1934 aufgehoben.
Schaephuysen wurde dadurch zunächst eine amtsfreie Gemeinde. Am 1. Februar 1935 wurde das Gebiet neu geordnet. Das Amt Rheurdt wurde aufgelöst. Seine Gemeinden Rayen und Vlynbusch wurden in die Gemeinde Neukirchen-Vluyn eingegliedert. Die Gemeinde Schaephuysen verlor ihre Eigenständigkeit und wurde in die Gemeinde Rheurdt eingegliedert. Die so vergrößerten Gemeinden Neukirchen-Vluyn und Rheurdt wurden zu einem neuen Amt Vluyn zusammengefasst. Am 1. April 1950 wurde das Amt Vluyn wieder aufgelöst.
Rheurdt und Schaephuysen wurden am 1. April 1953 wieder in eigenständige Gemeinden getrennt und bildeten seitdem ein neues Amt Rheurdt.
Am 1. Juli 1969 wurde das Amt Rheurdt durch das Gesetz zur Neugliederung von Gemeinden des Landkreises Moers aufgelöst. Rheurdt und Schaephuysen wurden zur neuen Gemeinde Rheurdt zusammengeschlossen, die seit 1975 zum Kreis Kleve gehört.

## Einwohnerentwicklung
| Jahr | Bm. Rheurdt | Bm. Schaephuysen | Quelle |
| ---- | ----------- | ---------------- | ------ |
| 1828 | 2037        | 1102             | [ 9 ]  |
| 1871 | 2385        | 1249             | [ 10 ] |
| 1885 | 2434        | 1233             | [ 11 ] |
| 1895 | 2391        | 1221             | [ 12 ] |
| 1905 | 2240        | 1319             | [ 13 ] |
| 1910 | 2348        | 1408             | [ 14 ] |
| 1925 | 2578        | 1317             | [ 15 ] |
|      | Amt Rheurdt |                  |        |
| 1961 | 4239        | 4239             | [ 16 ] |